# 白川町立白川北小学校
白川町立白川北小学校（しらかわちょうりつ しらかわきたしょうがっこう）は岐阜県加茂郡白川町にあった公立の小学校。

## 概要
- 白川町北部の2つの小学校（大山小学校、坂ノ東小学校）を統合し、新設された小学校であった。
- 白山、河東[注釈 1]坂ノ東の一部[注釈 2]、河岐の一部[注釈 3]が校区であった。
- 白川町の人口減、児童数減により、2020年4月に旧白川町立白川小学校と統合し[1]、廃校。新白川町立白川小学校が当校校地にて開校する。

## 沿革
- 1980年（昭和55年） - 大山･坂ノ東小学校統合問題協議会設立。
- 1982年（昭和57年） - 統合校の校名が、白川町立白川北小学校に決まる。
- 1984年（昭和59年）4月1日 - 開校。
- 2020年（令和2年）4月1日 - 旧白川町立白川小学校と統合し、廃校。白川北小学校の校舎で新白川町立白川小学校が開校する。